# Ryu Soo-young
Ryu Soo-young (en hangul, 류수영; Seúl, 5 de septiembre de 1979) es un actor y modelo surcoreano.

## Biografía
En 2014 comenzó a salir con la actriz Park Ha-sun, con quien se casó el 22 de enero de 2017 en una ceremonia privada en el Mayfield Hotel en Seúl. La pareja realizó su luna de miel en Okinawa, Japón. El 2 de agosto de 2017 tuvieron una hija.

## Carrera
Es miembro de la agencia "Elrise Entertainment" (이엘라이즈).

## Filmografía

### Series de televisión
- Twinkling Watermelon (tvN, 2023; aparición especial ep. 16).[4]
- Sabuesos (Netflix, 2023).[5]
- Queenmaker (Netflix, 2023).[6]
- Love in Sadness (MBC, 2019).[7][8]
- Nice Witch (SBS, 2018)[9][10]
- Father is Strange (KBS2, 2017)
- My Lawyer, Mr. Jo (KBS2, 2016)[11][12]
- The Eccentric Daughter-in-Law (KBS2, 2015)
- Blood (KBS2, 2015)
- Endless Love (SBS, 2014)
- Two Weeks (MBC 2013)
- A Faded Memory (KBS2, 2013)
- Rascal Sons (MBC, 2012)
- Ojakgyo Brothers (KBS2, 2011)
- My Princess (MBC, 2011)
- The Lawyers of The Great Republic Korea (MBC, 2008)
- Bad Couple (SBS, 2007)
- Seoul 1945 (KBS1, 2006)
- Next (MBC, 2005)
- 18 vs. 29 (KBS2, 2005)
- Save the Last Dance for Me (SBS, 2004)
- Janggilsa (SBS, 2004)
- Merry Go Round (MBC, 2003)
- First Love (SBS, 2003)
- Successful Story of a Bright Girl (SBS, 2002)
- At the Night of Family Maeng (MBC, 2002)
- Jung (SBS, 2002)
- Your Right (MBC, 2001)
- Beautiful Friend 2 (KBS, 2001)
- Navy (MBC,2001)

### Películas
- Puppy
- Steel Rain 2: Summit (2020) - como Cpt. Park Cheol-woo
- Blue (2003) - como Sargento Lee
- Summer Time (2001) - como Sang-ho

### Programas de TV
- Please Take Care of My Refrigerator (jTBC, 2019)
- Real Men (2015)

## Premios
- 2020 Korean Popular Culture & Arts Award: Minister of Culture, Sports, and Tourism’s Commendation[13][14]
- 2019 MBC Drama Awards: Excellence Award for an Actor in a Daily Weekend Drama (Love in Sadness)
- 2017 KBS Drama Awads: Mejor Pareja (Junto a Lee Yoo Ri) (Father is Strange)
- 2013 MBC Entertainment Awards: Estrella del Año (Real Men)
- 2011 KBS Drama Awards: Premio Mejor pareja junto a Choi Jung Yoon (Ojakgyo Brothers)
- 2006 KBS Drama Awards: Premio a la Excelencia - Actor (Seoul 1945)
- 2004 SBS Drama Awards: Premio Mejor Actor de Reparto (Save the Last Dance for Me)
- 2002 SBS Drama Awards: Premio Nueva Estrella (Successful Story of a Bright Girl)

### Premios y nominaciones
| Año  | Premio                     | Categoría             | Trabajo              | Resultado |
| ---- | -------------------------- | --------------------- | -------------------- | --------- |
| 2021 | KBS Entertainment Awards   | Popularity Award      | Fun-staurant         | Ganador   |
| 2021 | 57th Baeksang Arts Award   | Best New Actor        | Steel Rain 2: Summit | Nominado  |
| 2021 | 26th Chunsa Film Art Award | Best Supporting Actor | Steel Rain 2: Summit | Nominado  |